# Gnypeta canadensis

Gnypeta canadensis  (лат.) — вид коротконадкрылых жуков из подсемейства Aleocharinae. Северная Америка.

## Распространение
Канада (Альберта, Онтарио).

## Описание
Мелкие коротконадкрылые жуки, длина тела 2,7—3,0 мм. Ширина пронотума на 1/4 меньше чем ширина надкрылий. Основная окраска тёмно-коричневая, почти чёрная. Сходен с G. helenae. Опушение желтоватое, короткое и плотное. Усики 11-члениковые. Передние лапки 4-члениковые, средние и задние лапки 5-члениковые (формула 4-5-5). Тело тонко пунктированное, блестящее.
Активны в марте, мае и июне. 
Вид был впервые описан в 2008 году канадским энтомологом Яном Климашевским (Jan Klimaszewski; Laurentian Forestry Centre, Онтарио, Канада) вместе с видом G. lohsei.